# Детинген ан дер Илер
Детинген ан дер Илер (њем. Dettingen an der Iller) општина је у њемачкој савезној држави Баден-Виртемберг. Једно је од 45 општинских средишта округа Биберах. Према процјени из 2010. у општини је живјело 2.318 становника. Посједује регионалну шифру (AGS) 8426031.

## Географски и демографски подаци
Детинген ан дер Илер се налази у савезној држави Баден-Виртемберг у округу Биберах. Општина се налази на надморској висини од 545 метара. Површина општине износи 11,1 km². У самом мјесту је, према процјени из 2010. године, живјело 2.318 становника. Просјечна густина становништва износи 208 становника/km².